# Heinemann (editorial)
William Heinemann Ltd., con el sello Heinemann, fue una editorial londinense fundada en 1890 por William Heinemann. Su primer libro publicado, The Bondman (1890), fue un gran éxito en el Reino Unido e impulsó la empresa. 

## Historia
Fundada en 1890, en 1893 se le unió el editor Sydney Pawling. Tras 30 años de trabajo, el fundador, William Heinemann, murió en 1920 y su socio Pawling vendió la empresa a la editorial Doubleday, con la que había trabajado en el pasado para sacar sus títulos en Estados Unidos. Pero Pawling murió en 1922 y una nueva dirección tomó el relevo. Doubleday vendió su participación en 1933. A lo largo de la década de 1920, la empresa fue conocida por publicar obras de autores famosos que anteriormente habían sido publicadas como seriales. Entre ellos se encontraban obras de H. G. Wells, Rudyard Kipling, W. Somerset Maugham, George Moore, Max Beerbohm y Henry James, entre otros. Esto atrajo a nuevos autores a publicar sus primeras ediciones con la empresa, entre ellos Graham Greene, Edward Upward, J. B. Priestley o Vita Sackville-West. A lo largo de su historia, la empresa también fue conocida por sus clásicos y su catálogo internacional, y en la época posterior a la Segunda Guerra Mundial se centró en el material educativo.
A lo largo de la década de 1950, la empresa fue adquirida poco a poco por el brazo inversor de Tilling Group. En 1953 abrieron oficinas en La Haya para las ventas en Europa continental, y en 1978 abrieron una empresa independiente en Portsmouth, New Hampshire, para vender sus obras educativas en el mercado estadounidense. Cuando Tilling fue adquirida por BTR plc en 1983, BTR vendió todos sus activos no industriales; Heinemann fue vendida a Octopus Publishing Group. Octopus se fusionó con Reed International en 1987, que posteriormente vendió todos sus activos editoriales orientados al comercio a Random House en 1997. La división ELT (English Language Teaching) de Heinemann se vendió a Macmillan Education en 1998. Con el tiempo, el resto de la división internacional se vendió a Pearson Education y la división estadounidense a Houghton Mifflin Harcourt en 2007. La mayoría de estos sucesores (a excepción de Macmillan Education) siguen utilizando el sello.